# Sete Lagoas (tiểu vùng)
Sete Lagoas là một tiểu vùng thuộc bang Minas Gerais, Brasil. Tiều vùng này có diện tích 8535 km², dân số năm 2007 là 346259 người.